# Spatula
Spatula je rod ptáků z čeledi kachnovití, který zahrnuje několik lžičáků a čírek. Ve starších zdrojích bývá považován za podrod. Všichni ptáci, kteří se řadí do rodu Spatula, byli původně řazeni do rodu Anas, nicméně genetická studie z roku 2009 seznala, že rod Anas v tehdejším pojetí nebyl monofyletický. Na základě této studie byl rod Anas rozdělen do čtyř monofyletických rodů včetně rodu Spatula, do kterého bylo zařazeno hned 10 druhů kachen.
Rod Spatula původně vytyčil německý přírodovědec Friedrich Boie v roce 1822. Boie za typový druh určil lžičáka pestrého. Samotný název spatula latinsky znamená „lžička“. Podle již zmíněné studie z roku 2009 jsou fylogenetické vztahy druhů v rámci rodu Spatula následující:
|  | Čírka hottentotská                                               |
|  |                                                                  |
|  | \| \| Čírka andská \| \| \| \| \| \| Čírka modrozobá \| \| \| \| |
|  |                                                                  |
|  | Čírka andská                                                     |
|  |                                                                  |
|  | Čírka modrozobá                                                  |
|  |                                                                  |

|  | Čírka andská    |
|  |                 |
|  | Čírka modrozobá |
|  |                 |

|  | Čírka hottentotská                                               |
|  |                                                                  |
|  | \| \| Čírka andská \| \| \| \| \| \| Čírka modrozobá \| \| \| \| |
|  |                                                                  |
|  | Čírka andská                                                     |
|  |                                                                  |
|  | Čírka modrozobá                                                  |
|  |                                                                  |

|  | Čírka andská    |
|  |                 |
|  | Čírka modrozobá |
|  |                 |

|  | Čírka modrokřídlá |
|  |                   |
|  | Čírka skořicová   |
|  |                   |

|  | Lžičák kapský                                                       |
|  |                                                                     |
|  | \| \| Lžičák pestrý \| \| \| \| \| \| Lžičák australský \| \| \| \| |
|  |                                                                     |
|  | Lžičák pestrý                                                       |
|  |                                                                     |
|  | Lžičák australský                                                   |
|  |                                                                     |

|  | Lžičák pestrý     |
|  |                   |
|  | Lžičák australský |
|  |                   |

|  | Čírka modrokřídlá |
|  |                   |
|  | Čírka skořicová   |
|  |                   |

|  | Lžičák kapský                                                       |
|  |                                                                     |
|  | \| \| Lžičák pestrý \| \| \| \| \| \| Lžičák australský \| \| \| \| |
|  |                                                                     |
|  | Lžičák pestrý                                                       |
|  |                                                                     |
|  | Lžičák australský                                                   |
|  |                                                                     |

|  | Lžičák pestrý     |
|  |                   |
|  | Lžičák australský |
|  |                   |

|  | Čírka modrokřídlá |
|  |                   |
|  | Čírka skořicová   |
|  |                   |

|  | Lžičák kapský                                                       |
|  |                                                                     |
|  | \| \| Lžičák pestrý \| \| \| \| \| \| Lžičák australský \| \| \| \| |
|  |                                                                     |
|  | Lžičák pestrý                                                       |
|  |                                                                     |
|  | Lžičák australský                                                   |
|  |                                                                     |

|  | Lžičák pestrý     |
|  |                   |
|  | Lžičák australský |
|  |                   |

|  | Čírka modrokřídlá |
|  |                   |
|  | Čírka skořicová   |
|  |                   |

|  | Lžičák kapský                                                       |
|  |                                                                     |
|  | \| \| Lžičák pestrý \| \| \| \| \| \| Lžičák australský \| \| \| \| |
|  |                                                                     |
|  | Lžičák pestrý                                                       |
|  |                                                                     |
|  | Lžičák australský                                                   |
|  |                                                                     |

|  | Lžičák pestrý     |
|  |                   |
|  | Lžičák australský |
|  |                   |

|  | Čírka hottentotská                                               |
|  |                                                                  |
|  | \| \| Čírka andská \| \| \| \| \| \| Čírka modrozobá \| \| \| \| |
|  |                                                                  |
|  | Čírka andská                                                     |
|  |                                                                  |
|  | Čírka modrozobá                                                  |
|  |                                                                  |

|  | Čírka andská    |
|  |                 |
|  | Čírka modrozobá |
|  |                 |

|  | Čírka hottentotská                                               |
|  |                                                                  |
|  | \| \| Čírka andská \| \| \| \| \| \| Čírka modrozobá \| \| \| \| |
|  |                                                                  |
|  | Čírka andská                                                     |
|  |                                                                  |
|  | Čírka modrozobá                                                  |
|  |                                                                  |

|  | Čírka andská    |
|  |                 |
|  | Čírka modrozobá |
|  |                 |

|  | Čírka modrokřídlá |
|  |                   |
|  | Čírka skořicová   |
|  |                   |

|  | Lžičák kapský                                                       |
|  |                                                                     |
|  | \| \| Lžičák pestrý \| \| \| \| \| \| Lžičák australský \| \| \| \| |
|  |                                                                     |
|  | Lžičák pestrý                                                       |
|  |                                                                     |
|  | Lžičák australský                                                   |
|  |                                                                     |

|  | Lžičák pestrý     |
|  |                   |
|  | Lžičák australský |
|  |                   |

|  | Čírka modrokřídlá |
|  |                   |
|  | Čírka skořicová   |
|  |                   |

|  | Lžičák kapský                                                       |
|  |                                                                     |
|  | \| \| Lžičák pestrý \| \| \| \| \| \| Lžičák australský \| \| \| \| |
|  |                                                                     |
|  | Lžičák pestrý                                                       |
|  |                                                                     |
|  | Lžičák australský                                                   |
|  |                                                                     |

|  | Lžičák pestrý     |
|  |                   |
|  | Lžičák australský |
|  |                   |

|  | Čírka modrokřídlá |
|  |                   |
|  | Čírka skořicová   |
|  |                   |

|  | Lžičák kapský                                                       |
|  |                                                                     |
|  | \| \| Lžičák pestrý \| \| \| \| \| \| Lžičák australský \| \| \| \| |
|  |                                                                     |
|  | Lžičák pestrý                                                       |
|  |                                                                     |
|  | Lžičák australský                                                   |
|  |                                                                     |

|  | Lžičák pestrý     |
|  |                   |
|  | Lžičák australský |
|  |                   |

|  | Čírka modrokřídlá |
|  |                   |
|  | Čírka skořicová   |
|  |                   |

|  | Lžičák kapský                                                       |
|  |                                                                     |
|  | \| \| Lžičák pestrý \| \| \| \| \| \| Lžičák australský \| \| \| \| |
|  |                                                                     |
|  | Lžičák pestrý                                                       |
|  |                                                                     |
|  | Lžičák australský                                                   |
|  |                                                                     |

|  | Lžičák pestrý     |
|  |                   |
|  | Lžičák australský |
|  |                   |

## Seznam druhů
Do rodu Spatula se řadí následující kachny s těmito českými názvy:
| Obrázek | Vědecké jméno  | Běžné jméno        | Areál výskytu |
| ------- | -------------- | ------------------ | --- |
|         | S. querquedula | Čírka modrá        | Evropa a západní Asie |
|         | S. hottentota  | čírka hottentotská | Východní a jižní Afrika                                                                                                  |
|         | S. puna        | čírka andská       | Perské Andy, západní Bolívie, severní Chile a krajní severozápadní Argentina                                             |
|         | S. versicolor  | Čírka modrozobá    | Jižní Bolívie, jižní Brazílie, Paraguay, Argentina, Chile, Uruguay, Jižní Georgie a Jižní Sandwichovy ostrovy, Falklandy |
|         | S. platalea    | Lžičák tečkovaný   | Ohňová země po sever Chile a většinu oblastí Argentiny, dále Falklandy a menší izolované populace obývají i jižní Peru   |
|         | S. cyanoptera  | Čírka skořicová    | Jižní Amerika, západ Spojených států amerických a krajní jihovýchod Kanady                                               |
|         | S. discors     | Čírka modrokřídlá  | Severní Amerika, kde hnízdí od Aljašky po Nové Skotsko a na jih až k Texasu                                              |
|         | S. smithii     | Lžičák kapský      | Jihoafrická republika, méně běžný i v Namibii, Botswaně, Zimbabwe, jižní Angole, Lesothu a Zambii                        |
|         | S. rhynchotis  | Lžičák australský  | Austrálie, Tasmánie a Nový Zéland                                                                                        |
|         | S. clypeata    | Lžičák pestrý      | Severní Evropa, Asie, většina Severní Ameriky                                                                            |